# Maurice Jacquet
Pour les articles homonymes, voir Jacquet.
Ne doit pas être confondu avec H. Maurice Jacquet.
Maurice Jacquet, né à Nancy le 22 septembre 1905 et mort dans la même ville le 13 août 1976, est un annonceur et commentateur sportif français.
Pendant plus de 30 ans, il a été la « voix » du football à Nancy.

## Biographie

### Carrière artistique
Professeur d'art dramatique à Nancy, issu du Conservatoire, il a eu notamment pour élèves Bernard Noël et Claudine Coster.
Il est Président de l'association « Lorraine Loisirs », très active à Nancy dans les domaines touristique et artistique au cours des années 1950-1960,.
Parallèlement à une activité de journaliste radio axée sur le sport, il est comédien de théâtre radiophonique dans des pièces diffusées sur Radio Lorraine-Champagne.
Il est conseiller municipal de Nancy de 1962 à 1970 sous le mandat de Pierre Weber et c'est sa voix qui est enregistrée sur la première bande parlée diffusée lors des visites commentées de l'Hôtel de ville de Nancy.

### Carrière dans le sport
C'est par hasard que le jeune scout Maurice Jacquet devient passionné de sports collectifs en se promenant au stade de la Pépinière, où, lors d'un match de rugby, il renvoie un ballon arrivé à ses pieds ; il devient alors rugbyman, puis arbitre fédéral. Mais sa passion se porte bientôt principalement sur le football ; en 1944, aux côtés de Roger Coulon, Lucien Rué et Jean Mathieu, il figure sur la photographie souvenir de la Coupe de France remportée au Parc des Princes par l'équipe fédérale Nancy-Lorraine, et c'est à lui qu'est confiée la précieuse coupe - un moment inoubliable qu'il évoquera des années plus tard avec le président fondateur de l'AS Nancy-Lorraine Claude Cuny. C'est à cette époque qu'il devient journaliste sportif à Radio Lorraine et speaker officiel du FC Nancy,. Dans les années 1950, le chef du service des sports de la RTF Georges Briquet fait appel à lui comme correspondant régional pour la Lorraine. À la création de l'AS Nancy-Lorraine en 1967, il poursuit son rôle de speaker à Marcel-Picot pendant dix ans, avant de passer le relais à Gérard Muller, journaliste au quotidien L'Est Républicain,.
« Maurice Jacquet, c'est pour ainsi dire toute l'histoire du sport nancéien durant pratiquement un demi-siècle »
Atteint de problèmes neurologiques, il décède le 13 août 1976. Il est enterré au cimetière du Sud à Nancy.

## Postérité

### Tribune Jacquet
En 1976, son nom est donné à la tribune principale de 3 945 places du stade Marcel-Picot,.

### Gymnase Maurice-Jacquet
Située rue Sigisbert-Adam, cette salle multisports jouxte le stade d'athlétisme Maurice-de-Vienne dans le complexe sportif du parc de la Pépinière.

### Fondation et Rencontres musicales Maurice Jacquet
La Fondation Jacquet a été créée par des parents d'élèves du conservatoire et des écoles de musique de la région de Nancy en souvenir du fervent mélomane qu'était Maurice Jacquet, avec pour objectif l'organisation de concerts de musique classique.